# Вайт-Оук (Північна Кароліна)
Вайт-Оук (англ. White Oak) — переписна місцевість (CDP) в США, в окрузі Блейден штату Північна Кароліна. Населення — 346 осіб (2020).

## Географія
Вайт-Оук розташований за координатами 34°44′23″ пн. ш. 78°43′7″ зх. д. / 34.73972° пн. ш. 78.71861° зх. д. (34.739661, -78.718590).  За даними Бюро перепису населення США в 2010 році переписна місцевість мала площу 13,23 км², уся площа — суходіл.

## Демографія
Згідно з переписом 2010 року, у переписній місцевості мешкало 338 осіб у 134 домогосподарствах у складі 95 родин. Густота населення становила 26 осіб/км².  Було 161 помешкання (12/км²).
Расовий склад населення:
| - 58,3 % — білих - 31,7 % — чорних або афроамериканців - 0,3 % — корінних американців - 9,2 % — осіб інших рас |

До двох чи більше рас належало 0,6 %. Частка іспаномовних становила 10,7 % від усіх жителів.
За віковим діапазоном населення розподілялося таким чином: 24,9 % — особи молодші 18 років, 62,1 % — особи у віці 18—64 років, 13,0 % — особи у віці 65 років та старші. Медіана віку мешканця становила 40,9 року. На 100 осіб жіночої статі у переписній місцевості припадало 87,8 чоловіків;  на 100 жінок у віці від 18 років та старших — 81,4 чоловіків також старших 18 років.
За межею бідності перебувало 50,2 % осіб, у тому числі 45,0 % дітей у віці до 18 років та 0,0 % осіб у віці 65 років та старших.
Цивільне працевлаштоване населення становило 87 осіб. Основні галузі зайнятості: виробництво — 49,4 %, освіта, охорона здоров'я та соціальна допомога — 17,2 %, роздрібна торгівля — 16,1 %.